# 五郎山古墳
五郎山古墳（ごろうやまこふん）は、福岡県筑紫野市原田にある古墳。形状は円墳。国の史跡に指定されている。

## 概要
JR原田（はるだ）駅東方の丘陵上にある円墳で、装飾壁画を有する、いわゆる装飾古墳の一つである。1947年、盗掘坑の陥没によって古墳の存在が確認され、同年、福岡県教育委員会により調査が実施された。過去の盗掘により副葬品は大方失われていたが、須恵器、玉類などが出土した。
墳丘の径は約32メートル。埋葬施設は、玄室が前後の2室からなる複室式の横穴式石室で、南西に開口する。石室の全長11.2メートル。玄室の後室は幅3メートル、奥行4.5メートル、高さ4メートルの規模である。6世紀後半の築造とみられる。
2001年（平成13年）には五郎山古墳館が開館し、壁画を再現した、実物大の精巧な石室模型が設置された。

## 壁画

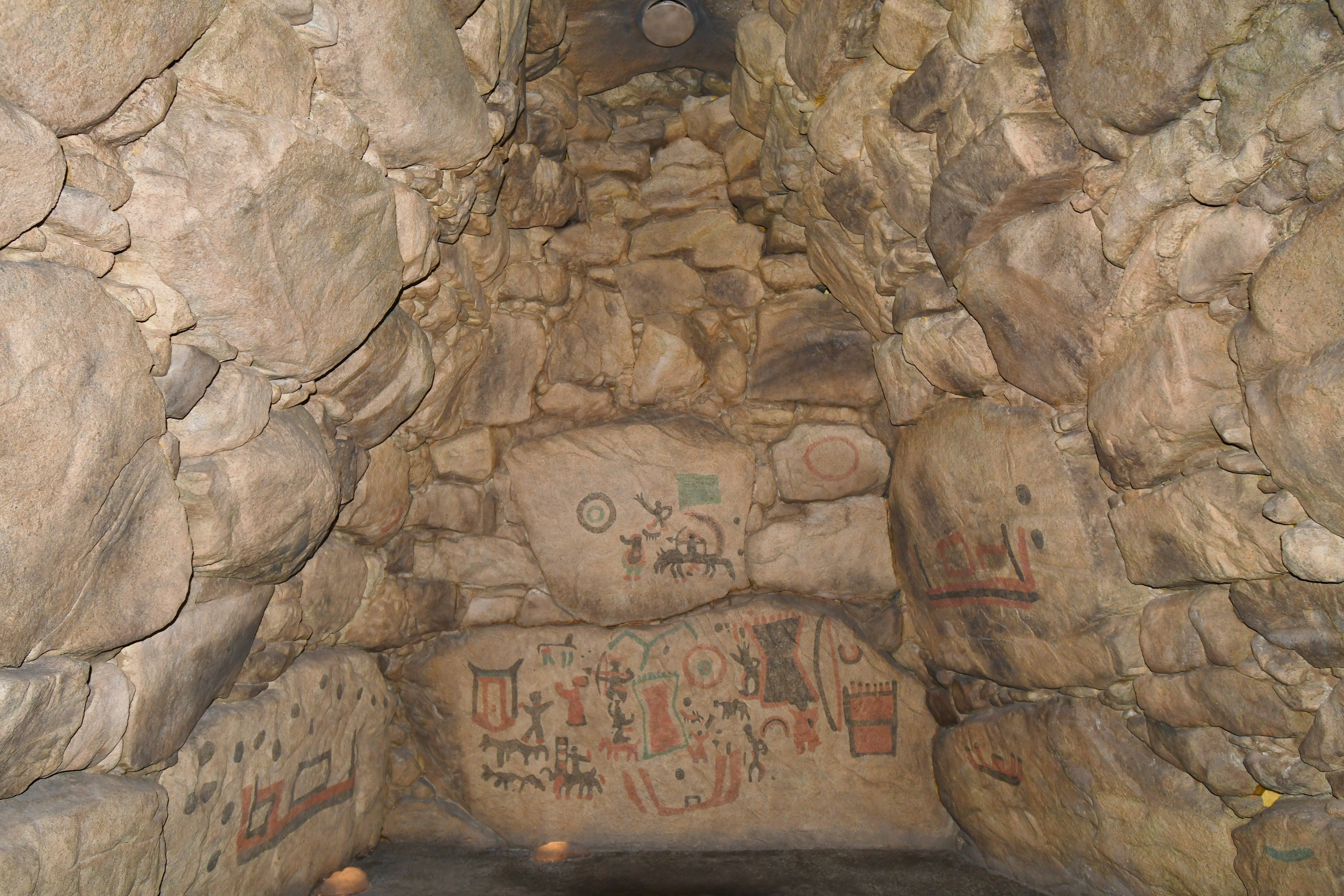
石室 玄室（複製）五郎山古墳館展示。

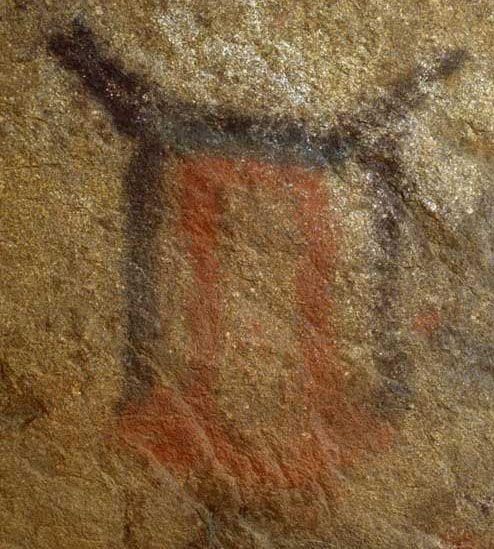
玄室奥室奥壁の霊屋と思われる建物

後室の奥壁と左右の側壁に、赤、緑、黒の3色の顔料を用いた壁画がある。いわゆる装飾古墳の壁画には、同心円などの幾何学文様を描いたものが多いなかで、本古墳の壁画は人物、動物、器物などの具象的モチーフを中心に描く点が特色である。
後室奥壁の腰石（最下部の石）には中央下部に舟を描き、画面右方には、同心円文と、武具である弓、靫（ゆき）、鞆（とも）を描く。靫は矢を入れて背負う箱状のもの、鞆は弓射の際、弓弦から手を護るために左手首に着けるものである。画面左方には、霊屋と思われる建物とそれに向かって祈る人物、弓に矢をつがえた人物、馬上の人物とそれを先導する犬らしき動物などが描かれている。中央上部に大きく描かれた「Y」字状のものは、従来「鳥」とされてきたが、考古学者の甲元眞之はこれを蓋（きぬがさ）の表現か蕨手文ではないかとしている。腰石の上方にある石には、馬上で矢を射る人物、片手を上げて踊っているらしき人物、同心円文などを描く。このほか、奥室左右の側壁にはそれぞれ舟を描く（向かって左壁は1艘、右壁は2艘）。

## 壁画の解釈
舟を死者の魂の担い手とするのが、弥生時代以来の伝統的な観念であった。本古墳の奥室左右壁に描かれた舟は、棺と思われる箱状の物を乗せている。弓、靫、鞆などの武具は、辟邪（へきじゃ）、すなわち悪霊を寄せ付けない機能をもつものである。また、同心円文は日月星辰をあらわし、他界を象徴するものである。
本古墳壁画には馬が描かれているが、考古学者の白石太一郎は馬も舟同様に魂の乗り物であると指摘した。甲元眞之は、装飾古墳において、葬送儀礼との関連で馬が描かれるのは6世紀後半のごく限られた時期であることを指摘し、「馬は魂の乗り物」という、中国北方地域にみられる葬送観念が日本に持ち込まれたものだとする。甲元は、霊屋に祈る人物の存在も合わせ、本古墳壁画は一種の葬送儀礼を表したものだとしている。

## 文化財

### 国の史跡
- 五郎山古墳 - 1949年（昭和24年）7月13日指定、1984年（昭和59年）7月25日に史跡範囲の一部解除[11]。